# Резико (Напуљ)
Резико је насеље у Италији у округу Напуљ, региону Кампанија.
Према процени из 2011. у насељу је живело 123 становника. Насеље се налази на надморској висини од 502 м.